# Oetophorus cornutus
Oetophorus cornutus là một loài tò vò trong họ Ichneumonidae.